# Сабріє Ереджепова
Сабріє́ Ередже́пова (крим. Sabriye Erecepova, 12 липня 1912, Бахчисарай — 1977) — кримськотатарська співачка.

## Життєвий шлях
Сабріє Ереджепова народилася 12 липня 1912 року в Бахчисараї в родині вчителя. Вперше вона виступила на сцені в хорі на ювілеї Сари Байкіної в 1928 році. З 1932 року молода співачка виступає на Кримському радіо з репертуаром народних пісень.
В 1935 році Ереджепова була запрошена на озвучування фільму «Запорожець за Дунаєм» і проспівала за кадром пісні «Меджбур олдым» («По змушенню») і «Пенджереден къар келир» («За вікном падає сніг»).
В 1939 році співачка брала участь в I Всесоюзному конкурсі естради в Москві з піснею «Ногъай беитлери» («Ногайські частушки»), виконання йшло «на біс», і голові журі Ісааку Дунаєвському довелося навіть заспокоювати глядачів. Ереджепова була нагороджена дипломом «Талановитій молодій співачці». В цей же період вона спробувала себе на телебаченні.
У 1940 році Сабріє Ереджепова була удостоєна звання Заслуженої артистки Кримської АРСР.
Під час Німецько-радянської війни Ереджепова виступала з ансамблем перед бійцями, а також на сцені кримськотатарського театру в Сімферополі. 1944 року з усім кримськотатарським народом була депортована до Середньої Азії. 1950 року була засуджена на 25 років таборів, проте 1956 через відсутність складу злочину справу було закрито. Опісля реабілітації працювала в Узбекистані в ансамблі «Хайтарма», а в 1966 році Сабріє було присвоєне почесне звання Заслуженої артистки Узбецької РСР.
Серед номерів у виконанні Сабріє Ереджеповою — інсценізації з п'єси «Къайнана», у яких вона брала участь разом танцюристкою Селіме Челебієвою.

## Звання
- У 1940 році Сабріє Ереджепова була удостоєна звання Заслужена артистка Кримської АРСР.
- У 1964 році Сабріє Ереджеповій було присвоне почесне звання Заслужена артистка Узбецької РСР[2]